# Scuola Caodong
La  scuola Caodong (曹洞宗S, Cáodòng zōngP, Ts'ao-tung-tsungW) è una delle «cinque scuole» del buddismo Chán.

## Etimologia
Il nome "Cáodòng" è attribuito alla fusione dei primi caratteri dei due maestri considerati come i primi autenticamente distintivi della scuola: Caoshan Benji e Dongshan Liangjie.

## Storia
La scuola Caodong viene riconosciuta come una scuola distinta per l'opera dei due maestri che la fondarono, Caoshan Benji e Dongshan Liangjie. Il suo lignaggio, tuttavia, deriva dal maestro Shitou Xiqian, che con le sue riflessioni e le sue opere espresse i primi fondamenti della dottrina. 
Ancora più indietro il lignaggio viene fatto risalire al maestro Qingyuan Xingsì, un erede di Huineng di cui però è messa in dubbio l'effettiva esistenza, secondo l'ipotesi che si tratti di un personaggio appositamente creato allo scopo di legittimare il lignaggio Caodong.. Anche Shitou avrebbe ottenuto la propria fama grazie alla diffusione della sua dottrina ad opera dei fondatori della scuola Caodong, mentre in vita sembra non fosse ricordato come un maestro di primo piano: 
La tendenza a radicarsi soprattutto in contesti provinciali, più che tra i nobili, a differenza della rivale scuola Linji, causarono quasi l'estinzione del lignaggio Caodong, durante il XI secolo.
Dayang Jingxuan (942-1027), l'ultimo discendente di questa scuola, trasmise il suo lignaggio al maestro Touzi Yiqing, nato cinque anni dopo la sua morte, grazie alla mediazione di Fushan Fayan, un maestro della scuola Linji.. Solo l'erede del maestro Touzi, Furong Daokai (1043-1118), che fu un maestro Zen di un certo successo, riuscì a far rivivere questa scuola tra i praticanti del Chan cinese..
A sua volta, il successore Hongzhi Zhengjue (1091-1157) acquisì un grande successo tra l'elite dei letterati mandarini della Dinastia Song del Sud (1127-1279), in un periodo nel quale la corte di Pechino perse la sua influenza nella società ed ebbe bisogno del sostegno dei funzionari statali per essere supportata. Questo successo per la scuola Caodong fu accompagnato dalla strenua opposizione della scuola Linji di Dahui Zonggao, che promosse il metodo Huatou della pratica dei Kōan come uno strumento utile per la pratica del Chan, attaccando il metodo dello shikantaza di Hongzhi, che divenne preminente nello sviluppo di questa scuola.
Nel 1227, il monaco giapponese Dogen, dopo aver praticato il Chan Caodong sotto la guida del maestro Tiantong Rujing, tornò in Giappone e fondò una propria scuola ove trasmise gli insegnamenti che aveva appreso e sviluppato in Cina. Questi avrebbero messo le basi per lo sviluppo di quella che è conosciuta come la scuola Soto giapponese.

## Caratteristiche dottrinali
Nella storia del Chan, la scuola Caodong viene ricordata come quella più vicina al pensiero indiano precedente e in cui l'attività di studio intellettuale in aiuto alla pratica di meditazione Zen fosse più intensa.
I più antichi testi di riferimento di questa scuola sono il Sandokai di Shitou Xiqian e l'Hokyozanmai di Dongshan Liangjie, ricordati e recitati tuttora quotidianamente nei monasteri Soto giapponesi che hanno ereditato il loro insegnamento.
Il centro di questi testi è la spiegazione della Natura di Buddha come una realtà oltre le illusioni date da una visione dualistica della realtà, nella quale le caratteristiche opposte degli oggetti e dei pensieri tipici della mente illusoria vanno superati per raggiungere lo stadio di unità. Nello Hokyozanmai, inoltre, viene data importanza ad un altro principio base che avrebbe trovato uno sviluppo successivo: la concentrazione nelle attività della vita quotidiana come forma di meditazione. Lo studioso Arena riscontra nella concentrazione durante lo svolgimento delle proprie attività un influsso del confucianesimo e del taoismo, tra l'idea di una realtà multiforme e il percorso come proprio adeguamento a questo tipo di realtà.
È possibile individuare un percorso preciso di iniziazione e di pratica nel poema dei Cinque Ranghi, in cui la realizzazione di una realtà in cui il piano Assoluto e il piano Relativo sono complementari viene tracciata in un percorso che culmina con la realizzazione dell'unità dei due piani dell'essere e con il ritorno al mondo e alla vita ordinaria risvegliati alla propria natura illuminata.
Inoltre, rispetto alla scuola Linji dell'epoca Song, veniva enfatizzata l'importanza della pratica dello Zazen e dello shikantaza, lo stato in cui la concentrazione avviene senza nessun oggetto su cui porre la propria attenzione, "abbandonando corpo e mente" e può essere compresa l'unione di sé stessi con il mondo. Uno dei più accesi difensori di questa pratica, così caratteristica della scuola Caodong, è 
Zhenxie Qingliao (giapp: Choro Seiryo), che difese le ragioni del suo insegnamento dagli attacchi del maestro Chan, esperto ed innovatore della pratica dei koan, Dahui Zonggao (giapp: Daie Soko)
I koan venivano comunque usati, per sviluppare e controllare le realizzazioni dei praticanti. Tuttavia il loro uso sarà sempre limitato, così da essere progressivamente abbandonato dalla scuola che in Giappone erediterà, tramite Dogen e Keizan Jokin, gli insegnamenti di questa scuola.